# Ambler (Alaska)
Ambler – miasto w Stanach Zjednoczonych, w stanie Alaska, w okręgu Northwest Arctic.